# Fundulus bifax
Fundulus bifax är en fiskart som beskrevs av Cashner och Rogers, 1988. Fundulus bifax ingår i släktet Fundulus och familjen Fundulidae. IUCN kategoriserar arten globalt som nära hotad. Inga underarter finns listade i Catalogue of Life.